# Phrudocentra heterospila
Phrudocentra heterospila är en fjärilsart som beskrevs av George Francis Hampson 1904. Phrudocentra heterospila ingår i släktet Phrudocentra och familjen mätare. Inga underarter finns listade i Catalogue of Life.